# Coenia curvicauda
Coenia curvicauda är en tvåvingeart som först beskrevs av Johann Wilhelm Meigen 1830.  Coenia curvicauda ingår i släktet Coenia och familjen vattenflugor. Arten är reproducerande i Sverige. Inga underarter finns listade i Catalogue of Life.